# Resultados do Carnaval de São Luís
Esta é uma página sobre os Resultados do Carnaval de São Luís.

## 2005
| Pos | Escolas            | Pts   | Classificação ou rebaixamento | Ref   |
| --- | ------------------ | ----- | ----------------------------- | ----- |
| 1.º | Turma do Quinto    | 237,8 | Campeã de 2005                | [ 1 ] |
| 2.º | Favela do Samba    | 234,4 |                               | [ 1 ] |
| 3.º | Flor do Samba      | 232,4 |                               | [ 1 ] |
| 4.º | Unidos de Fátima   | 223,5 |                               | [ 1 ] |
| 5.º | Império Serrano    | 222,9 |                               | [ 1 ] |
| 6.º | Marambaia do Samba | 222,6 |                               | [ 1 ] |
| 7.º | Túnel do Sacavém   | 215,5 |                               | [ 1 ] |
| 8.º | Turma da Mangueira | 203,3 |                               | [ 1 ] |

## 2006
| Pos | Escolas            | Pts    | Classificação ou rebaixamento | Ref   |
| --- | ------------------ | ------ | ----------------------------- | ----- |
| 1.º | Favela do Samba    | 262,2  | Campeã de 2006                | [ 2 ] |
| 2.º | Flor do Samba      | 260,7  |                               | [ 2 ] |
| 3.º | Turma do Quinto    | 260,1  |                               | [ 2 ] |
| 4.º | Unidos de Fátima   | 255,5  |                               | [ 2 ] |
| 5.º | Turma da Mangueira | 246,9  |                               | [ 2 ] |
| 6.º | Túnel do Sacavém   | 244,65 |                               | [ 2 ] |
| 7.º | Marambaia do Samba | 243,1  |                               | [ 2 ] |
| 8.º | Império Serrano    | 230,9  |                               | [ 2 ] |
| 9.º | Unidos de Ribamar  | 214,2  |                               | [ 2 ] |

## 2007
| Pos | Escolas            | Pts   | Classificação ou rebaixamento | Ref   |
| --- | ------------------ | ----- | ----------------------------- | ----- |
| 1.º | Favela do Samba    | 265,5 | Campeã de 2007                | [ 3 ] |
| 2.º | Turma do Quinto    | 265,5 |                               | [ 3 ] |
| 3.º | Unidos de Fátima   | 249,5 |                               | [ 3 ] |
| 4.º | Marambaia do Samba | 247   |                               | [ 3 ] |
| 5.º | Turma da Mangueira | 246   |                               | [ 3 ] |
| 6.º | Império Serrano    | 220,5 |                               | [ 3 ] |
| 7.º | Mocidade da Ilha   | 197,5 |                               | [ 3 ] |
| 8.º | Unidos de Ribamar  | 191   |                               | [ 3 ] |

## 2008
| Pos  | Escolas            | Pts | Classificação ou rebaixamento | Ref   |
| ---- | ------------------ | --- | ----------------------------- | ----- |
| 1.º  | Favela do Samba    |     | Campeã de 2008                | [ 4 ] |
| 2.º  | Turma do Quinto    |     |                               | [ 4 ] |
| 3.º  | Flor do Samba      |     |                               | [ 4 ] |
| 4.º  | Unidos de Fátima   |     |                               | [ 4 ] |
| 5.º  | Turma da Mangueira |     |                               | [ 4 ] |
| 6.º  | Império Serrano    |     |                               | [ 4 ] |
| 7.º  | Marambaia do Samba |     |                               | [ 4 ] |
| 8.º  | Mocidade da Ilha   |     |                               | [ 4 ] |
| 9.º  | Túnel do Sacavém   |     |                               | [ 4 ] |
| 10.º | Unidos de Ribamar  |     |                               | [ 4 ] |
| 11.º | Terrestre do Samba |     |                               | [ 4 ] |

## 2009
| Pos  | Escolas            | Pts   | Classificação ou rebaixamento | Ref               |
| ---- | ------------------ | ----- | ----------------------------- | ----------------- |
| 1.º  | Favela do Samba    | 270   | Campeã de 2009                | [ 5 ] [ 6 ] [ 7 ] |
| 2.º  | Flor do Samba      | 268   |                               | [ 5 ] [ 6 ] [ 7 ] |
| 3.º  | Turma do Quinto    | 263   |                               | [ 5 ] [ 6 ] [ 7 ] |
| 4.º  | Unidos de Fátima   | 254,5 |                               | [ 5 ] [ 6 ] [ 7 ] |
| 5.º  | Marambaia do Samba | 253   |                               | [ 5 ] [ 6 ] [ 7 ] |
| 6.º  | Turma da Mangueira | 250   |                               | [ 5 ] [ 6 ] [ 7 ] |
| 7.º  | Império Serrano    | 235,5 |                               | [ 5 ] [ 6 ] [ 7 ] |
| 8.º  | Mocidade da Ilha   | 227,5 |                               | [ 5 ] [ 6 ] [ 7 ] |
| 9.º  | Unidos de Ribamar  | 221,5 |                               | [ 5 ] [ 6 ] [ 7 ] |
| 10.º | Túnel do Sacavém   | 162   |                               | [ 5 ] [ 6 ] [ 7 ] |
| 11.º | Terrestre do Samba | 149,5 |                               | [ 5 ] [ 6 ] [ 7 ] |

## 2010
| Pos  | Escolas            | Pts   | Classificação ou rebaixamento | Ref                |
| ---- | ------------------ | ----- | ----------------------------- | ------------------ |
| 1.º  | Favela do Samba    | 269,5 | Campeã de 2010                | [ 8 ] [ 9 ] [ 10 ] |
| 2.º  | Flor do Samba      | 260,5 |                               | [ 8 ] [ 9 ] [ 10 ] |
| 3.º  | Turma do Quinto    | 259   |                               | [ 8 ] [ 9 ] [ 10 ] |
| 4.º  | Unidos de Fátima   | 251   |                               | [ 8 ] [ 9 ] [ 10 ] |
| 5.º  | Turma da Mangueira | 249,5 |                               | [ 8 ] [ 9 ] [ 10 ] |
| 6.º  | Marambaia do Samba | 244   |                               | [ 8 ] [ 9 ] [ 10 ] |
| 7.º  | Unidos de Ribamar  | 237   |                               | [ 8 ] [ 9 ] [ 10 ] |
| 8.º  | Império Serrano    | 234,5 |                               | [ 8 ] [ 9 ] [ 10 ] |
| 9.º  | Túnel do Sacavém   | 218   |                               | [ 8 ] [ 9 ] [ 10 ] |
| 10.º | Terrestre do Samba | 207   |                               | [ 8 ] [ 9 ] [ 10 ] |
| 11.º | Mocidade da Ilha   | 183,5 |                               | [ 8 ] [ 9 ] [ 10 ] |

## 2011
| Pos  | Escolas            | Pts   | Classificação ou rebaixamento | Ref           |
| ---- | ------------------ | ----- | ----------------------------- | ------------- |
| 1.º  | Favela do Samba    | 266,5 | Campeã de 2011                | [ 11 ] [ 12 ] |
| 2.º  | Marambaia do Samba | 259,5 |                               | [ 11 ] [ 12 ] |
| 3.º  | Flor do Samba      | 258,5 |                               | [ 11 ] [ 12 ] |
| 4.º  | Turma do Quinto    | 256   |                               | [ 11 ] [ 12 ] |
| 5.º  | Turma da Mangueira | 251,5 |                               | [ 11 ] [ 12 ] |
| 6.º  | Unidos de Ribamar  | 240,5 |                               | [ 11 ] [ 12 ] |
| 7.º  | Império Serrano    | 231   |                               | [ 11 ] [ 12 ] |
| 8    | Túnel do Sacavém   | 159   |                               | [ 11 ] [ 12 ] |
| 9.º  | Terrestre do Samba | 156,5 |                               | [ 11 ] [ 12 ] |
| 10.º | Unidos de Fátima   | 0     |                               | [ 11 ] [ 12 ] |
| 11.º | Mocidade da Ilha   | 0     |                               | [ 11 ] [ 12 ] |

## 2012
| Pos  | Escolas            | Pts   | Classificação ou rebaixamento | Ref           |
| ---- | ------------------ | ----- | ----------------------------- | ------------- |
| 1.º  | Favela do Samba    | 270   | Campeã de 2012                | [ 13 ] [ 14 ] |
| 2.º  | Flor do Samba      | 267   |                               | [ 13 ] [ 14 ] |
| 3.º  | Turma do Quinto    | 261   |                               | [ 13 ] [ 14 ] |
| 4.º  | Unidos de Ribamar  | 246   |                               | [ 13 ] [ 14 ] |
| 5.º  | Império Serrano    | 241   |                               | [ 13 ] [ 14 ] |
| 6.º  | Túnel do Sacavém   | 235,5 |                               | [ 13 ] [ 14 ] |
| 7.º  | Turma da Mangueira | 234   |                               | [ 13 ] [ 14 ] |
| 8.º  | Terrestre do Samba | 210   |                               | [ 13 ] [ 14 ] |
| 9.º  | Marambaia do Samba | 205,5 |                               | [ 13 ] [ 14 ] |
| 10.º | Mocidade da Ilha   | 200,5 |                               | [ 13 ] [ 14 ] |

Em 2013, o desfile não aconteceu em razão de a prefeitura ter decidido transferir 50% de verbas do carnaval para a Saúde, inviabilizando o pagamento dos cachês solicitados pelas escolas de samba e blocos tradicionais.

## 2014
| Pos | Escolas            | Pts   | Classificação ou rebaixamento | Ref           |
| --- | ------------------ | ----- | ----------------------------- | ------------- |
| 1.º | Turma do Quinto    | 255   | Campeã de 2014                | [ 16 ] [ 17 ] |
| 2.º | Flor do Samba      | 252   |                               | [ 16 ] [ 17 ] |
| 3.º | Favela do Samba    | 250   |                               | [ 16 ] [ 17 ] |
| 4.º | Túnel do Sacavém   | 240.5 |                               | [ 16 ] [ 17 ] |
| 5.º | Marambaia do Samba | 235   |                               | [ 16 ] [ 17 ] |
| 6.º | Unidos de Ribamar  | 232.5 |                               | [ 16 ] [ 17 ] |
| 7.º | Império Serrano    | 232   |                               | [ 16 ] [ 17 ] |
| 8.º | Turma da Mangueira | 222   |                               | [ 16 ] [ 17 ] |
| 9.º | Terrestre do Samba | 196.5 |                               | [ 16 ] [ 17 ] |

## 2015
| Colocação | Escola                        | Pontos | Ref.   |
| --------- | ----------------------------- | ------ | ------ |
| 1.º       | Favela do Samba               | 267    | [ 18 ] |
| 2.º       | Flor do Samba                 | 266    | [ 18 ] |
| 3.º       | Marambaia do Samba            | 262,5  | [ 18 ] |
| 4.º       | Turma do Quinto               | 261    | [ 18 ] |
| 5.º       | Império Serrano               | 252    | [ 18 ] |
| 6.º       | Unidos de Ribamar             | 248,5  | [ 18 ] |
| 7.º       | Turma da Mangueira            | 247,5  | [ 18 ] |
| 8.º       | Túnel do Sacavém              | 235,5  | [ 18 ] |
| 9.º       | Terrestre do Samba            | 225,5  | [ 18 ] |
| 10.º      | Mocidade Independente da Ilha | 203    | [ 18 ] |

## 2016
| Colocação | Escola                        | Pontos | Desempate           | Punições | Ref.                 |
| --------- | ----------------------------- | ------ | ------------------- | -------- | -------------------- |
| 1.º       | Flor do Samba                 | 270    |                     |          | [ 19 ] [ 20 ] [ 21 ] |
| 2.º       | Turma do Quinto               | 268,5  | evolução e conjunto |          | [ 20 ] [ 21 ]        |
| 3.º       | Favela do Samba               | 268,5  | evolução e conjunto |          | [ 20 ] [ 21 ]        |
| 4.º       | Turma da Mangueira            | 266,8  |                     |          | [ 20 ] [ 21 ]        |
| 5.º       | Marambaia do Samba            | 266,3  |                     |          | [ 20 ] [ 21 ]        |
| 6.º       | Império Serrano               | 265,3  |                     |          | [ 20 ] [ 21 ]        |
| 7.º       | Terrestre do Samba            | 257,7  |                     |          | [ 20 ] [ 21 ]        |
| 8.º       | Túnel do Sacavém              | 251,6  |                     | -5       | [ 20 ] [ 21 ]        |
| 9.º       | Unidos de Fátima              | 251,6  |                     |          | [ 20 ] [ 21 ]        |
| 10.º      | Mocidade Independente da Ilha | 240    |                     | -5       | [ 20 ] [ 21 ]        |

## 2017
| Escolas de samba | Escolas de samba              | Escolas de samba | Escolas de samba | Escolas de samba |
| Colocação        | Escola                        | Pontos           | Punições         | Ref.             |
| ---------------- | ----------------------------- | ---------------- | ---------------- | ---------------- |
| 1.º              | Favela do Samba               | 239,7            |                  | [ 22 ] [ 23 ]    |
| 2.º              | Turma do Quinto               | 239,2            |                  | [ 22 ] [ 23 ]    |
| 3.º              | Flor do Samba                 | 239              |                  | [ 22 ] [ 23 ]    |
| 4.º              | Império Serrano               | 238,4            |                  | [ 22 ] [ 23 ]    |
| 5.º              | Turma da Mangueira            | 238,4            |                  | [ 22 ] [ 23 ]    |
| 6.º              | Marambaia do Samba            | 237,8            |                  | [ 22 ] [ 23 ]    |
| 7.º              | Terrestre do Samba            | 234,2            |                  | [ 22 ] [ 23 ]    |
| 8.º              | Mocidade Independente da Ilha | 231,5            |                  | [ 22 ] [ 23 ]    |
| 9.º              | Túnel do Sacavém              | 231,4            |                  | [ 22 ] [ 23 ]    |
| 10.º             | Unidos de Fátima              | 228,7            | -5               | [ 22 ] [ 23 ]    |
| 11.º             | Unidos de Ribamar             | 221,9            | -10              | [ 22 ] [ 23 ]    |

| Blocos tradicionais | Blocos tradicionais   | Blocos tradicionais |
| Grupo A             | Grupo A               | Grupo A             |
| Colocação           | Bloco                 | Ref.                |
| ------------------- | --------------------- | ------------------- |
| 1.º                 | Os Reis da Liberdade  | [ 23 ]              |
| 2.º                 | Tremendões            | [ 23 ]              |
| 3.º                 | Os Vampiros           | [ 23 ]              |
| 4.º                 | Príncipe de Roma      | [ 23 ]              |
| 5.º                 | Os Feras              | [ 23 ]              |
| Grupo B             |                       |                     |
| 1.º                 | Cambalacho do Ritmo   | [ 23 ]              |
| 2.º                 | Os Coringas           | [ 23 ]              |
| 3.º                 | Fênix                 | [ 23 ]              |
| 4.º                 | CIA do Ritmo          | [ 23 ]              |
| Blocos organizados  |                       |                     |
| 1.º                 | Turma do Saco         | [ 23 ]              |
| 2.º                 | Vila Isabel           | [ 23 ]              |
| 3.º                 | Dragões da Madre Deus | [ 23 ]              |
| 4.º                 | Os Liberais           | [ 23 ]              |
| 5.º                 | Mocidade de Fátima    | [ 23 ]              |

## 2018
| Escolas de samba    | Escolas de samba              | Escolas de samba | Escolas de samba |
| Colocação           | Escola                        | Pontos           | Ref.             |
| ------------------- | ----------------------------- | ---------------- | ---------------- |
| 1.º                 | Marambaia do Samba            | 180              | [ 24 ]           |
| 2.º                 | Flor do Samba                 | 179,5            | [ 24 ]           |
| 3.º                 | Favela do Samba               | 179,4            | [ 24 ]           |
| 4.º                 | Turma da Mangueira            | 179,4            | [ 24 ]           |
| 5.º                 | Turma do Quinto               | 178,8            | [ 24 ]           |
| 6.º                 | Império Serrano               | 177,5            | [ 24 ]           |
| 7.º                 | Túnel do Sacavém              | 169              | [ 24 ]           |
| 8.º                 | Mocidade Independente da Ilha | 168,2            | [ 24 ]           |
| 9.º                 | Unidos de Fátima              | 165,4            | [ 24 ]           |
| 10.º                | Terrestre do Samba            | 165,1            | [ 24 ]           |
| 11.º                | Unidos de Ribamar             | 163,5            | [ 24 ]           |
| Blocos tradicionais |                               |                  |                  |
| Grupo A             |                               |                  |                  |
| Colocação           | Bloco                         | Pontos           | Ref.             |
| 1.º                 | Os Apaixonados                | 146,2            | [ 24 ]           |
| 2.º                 | Tropicais do Ritmo            | 146,2            | [ 24 ]           |
| Grupo B             |                               |                  |                  |
| 1.º                 | Os Guerreiros do Ritmo        | *                | [ 24 ]           |
| 2.º                 | Os Baratas                    | *                | [ 24 ]           |
| Blocos caricatos    |                               |                  |                  |
| 1.º                 | Turma do Saco                 | 99,7             | [ 24 ]           |

## 2019
| Colocação | Escola                        | Pontos | Ref.   |
| --------- | ----------------------------- | ------ | ------ |
| 1.º       | Favela do Samba               | 269    | [ 25 ] |
| 2.º       | Flor do Samba                 | 268,6  | [ 25 ] |
| 3.º       | Turma da Mangueira            | 268    | [ 25 ] |
| 4.º       | Marambaia do Samba            | 266,9  | [ 25 ] |
| 5º        | Turma do Quinto               | 266,8  | [ 25 ] |
| 6.º       | Império Serrano               | 265    | [ 25 ] |
| 7.º       | Mocidade Independente da Ilha | 260,6  | [ 25 ] |
| 8.º       | Túnel do Sacavém              | 260,2  | [ 25 ] |
| 9.º       | Unidos de Fátima              | 258,5  | [ 25 ] |
| 10.º      | Terrestre do Samba            | 256,1  | [ 25 ] |

| 1.º                | Os Apaixonados        |  | [ 26 ] |
| 2.º                | Príncipes de Roma     |  | [ 26 ] |
| 3.º                | Os Foliões            |  | [ 26 ] |
| 4.º                | Os Tremendões         |  | [ 26 ] |
| 5.º                | Reis da Liberdade     |  | [ 26 ] |
| Grupo B            |                       |  |        |
| 1.º                | Os Imbatíveis         |  | [ 26 ] |
| 2.º                | Os Diplomáticos       |  | [ 26 ] |
| 3.º                | Vinagreira Show       |  | [ 26 ] |
| 4.º                | Dragões da Liberdade  |  | [ 26 ] |
| Blocos organizados |                       |  |        |
| 1.º                | Dragões da Madre Deus |  | [ 26 ] |
| 2.º                | Unidos da Vila Isabel |  | [ 26 ] |
| 3.º                | Turma do Saco         |  | [ 26 ] |
| 4.º                | Os Liberais           |  | [ 26 ] |
| 5.º                | Pau Brasil            |  | [ 26 ] |

## 2020
| Colocação | Escola                        | Pontos | Ref.   |
| --------- | ----------------------------- | ------ | ------ |
| 1.º       | Flor do Samba                 | 140    | [ 27 ] |
| 2.º       | Turma do Quinto               | 139,5  | [ 27 ] |
| 3.º       | Turma da Mangueira            | 139,3  | [ 27 ] |
| 4.º       | Favela do Samba               | 139,3  | [ 27 ] |
| 5.º       | Império Serrano               | 138,5  | [ 27 ] |
| 6.º       | Marambaia do Samba            | 138,3  | [ 27 ] |
| 7.º       | Mocidade Independente da Ilha | 136,6  | [ 27 ] |
| 8.º       | Terrestre do Samba            | 136,2  | [ 27 ] |
| 9.º       | Unidos de Fátima              | 135,9  | [ 27 ] |
| 10.º      | Túnel do Sacavém              | 135,6  | [ 27 ] |

| Colocação          | Blocos                 | Ref.   |
| ------------------ | ---------------------- | ------ |
| 1.º                | Tropicais do Ritmo     | [ 28 ] |
| 2.º                | Os Apaixonados         | [ 28 ] |
| 3.º                | Vinagreira Show        | [ 28 ] |
| 4.º                | Os Baratas             | [ 28 ] |
| 5.º                |                        | [ 28 ] |
| Grupo B            |                        |        |
| 1.º                | Os Indomáveis          | [ 28 ] |
| 2.º                | Os Fanáticos do Ritmo  | [ 28 ] |
| 3.º                | Os Guerreiros do Ritmo | [ 28 ] |
| 4.º                |                        |        |
| Blocos organizados |                        |        |
| 1.º                | Dragões da Madre Deus  | [ 28 ] |
| 1.º                | Turma do Saco          | [ 28 ] |
| 1º                 | Os Liberais            | [ 28 ] |
| 4.º                |                        |        |
| 5.º                |                        |        |

## 2023
Não houve desfiles em 2021 e 2022 em razão da pandemia de covid-19.
| Colocação | Escola                          | Pontos | Ref.   |
| --------- | ------------------------------- | ------ | ------ |
| 1.º       | Favela do Samba e Flor do Samba | 180    | [ 29 ] |
| 2.º       | Marambaia do Samba              | 179,9  | [ 29 ] |
| 3.º       | Império Serrano                 | 179,6  | [ 29 ] |
| 4.º       | Turma da Mangueira              | 179,5  | [ 29 ] |
| 5.º       | Terrestre do Samba              | 178,6  | [ 29 ] |
| 6.º       | Unidos de Fátima                | 178,1  | [ 29 ] |
| 7.º       | Túnel do Sacavém                | 177,8  | [ 29 ] |
| 8.°       | Mocidade Independente da Ilha   | 176,8  | [ 29 ] |

Turma do Quinto não desfilou.
| 1.º     | Príncipes de Roma    | 149,2 | [ 31 ] |
| 2.º     | Originais do Ritmo   | 149,1 | [ 31 ] |
| 3.º     | Os Tremendões        | 149,1 | [ 31 ] |
| 4.º     | Os Brasinhas         | 148,9 | [ 31 ] |
| 5.º     | Os Indomáveis        | 148,5 | [ 31 ] |
| Grupo B |                      |       |        |
| 1.º     | Os Guardiões         | 149,6 | [ 32 ] |
| 2.º     | Os Trapalhões        | 149,4 | [ 32 ] |
| 3.º     | Dragões da Liberdade | 148,6 | [ 32 ] |
| 4.º     | Os Curingas          | 148,2 | [ 32 ] |
| 5.º     | Os Gaviões do Ritmo  | 148,2 | [ 32 ] |

No total, 13 grupos disputaram o grupo B e 18 grupos disputaram o grupo A.

## 2024
| Colocação | Escola                        | Pontos          | Ref.   |
| --------- | ----------------------------- | --------------- | ------ |
| 1.º       | Marambaia do Samba            | 180             | [ 33 ] |
| 2.º       | Turma do Quinto               | 179,9           | [ 33 ] |
| 3.º       | Império Serrano               | 179,8           | [ 33 ] |
| 4.º       | Turma da Mangueira            | 179,6           | [ 33 ] |
| 5.º       | Flor do Samba                 | 179,5           | [ 33 ] |
| 6.º       | Favela do Samba               | 136,6           | [ 33 ] |
| 7.º       | Terrestre do Samba            | 179,1           | [ 33 ] |
| 8.º       | Unidos de Fátima              | 178,7           | [ 33 ] |
| 9.º       | Túnel do Sacavém              | 178,3           | [ 33 ] |
| 10.º      | Mocidade Independente da Ilha | 0,0 (desclass.) | [ 33 ] |

| 1.º     | Príncipe de Roma    |       | [ 34 ] |
| 2.º     | Os Foliões          |       | [ 34 ] |
| 3.º     | Os Tremendões       |       | [ 34 ] |
| 4.º     | Os Vampiros         |       | [ 34 ] |
| 5.º     | Kambalacho do Ritmo |       | [ 34 ] |
| Grupo B |                     |       |        |
| 1.º     | Os Coringas         | 149,5 | [ 35 ] |
| 2.º     | Os Apaixonados      | 149,3 | [ 35 ] |
| 3.º     | Gaviões do Ritmo    | 149   | [ 35 ] |
| 4.º     | Show Feras          | 148,7 | [ 35 ] |
| 5.º     | Vinagreira Show     | 148,6 | [ 35 ] |

No total, 17 Blocos Tradicionais do Grupo A desfilaram na Passarela do Samba e 15 agremiações do Grupo B.

## 2025
| Colocação | Escola                        | Pontos | Ref.   |
| --------- | ----------------------------- | ------ | ------ |
| 1.º       | Flor do Samba                 | 179,9  | [ 36 ] |
| 2.º       | Favela do Samba               | 179,6  | [ 36 ] |
| 3.º       | Turma do Quinto               | 179,2  | [ 36 ] |
| 4.º       | Turma da Mangueira            | 178,9  | [ 36 ] |
| 5.º       | Império Serrano               | 178,8  | [ 36 ] |
| 6.º       | Marambaia do Samba            | 178,8  | [ 36 ] |
| 7.º       | Unidos de Fátima              | 178,5  | [ 36 ] |
| 8.º       | Terrestre do Samba            | 177,3  | [ 36 ] |
| 9.º       | Túnel do Sacavém              | 177,0  | [ 36 ] |
| 10.º      | Mocidade Independente da Ilha | 176,9  | [ 36 ] |

| 1.º     | Indomáveis Show      | 150,0 | [ 37 ] |
| 2.º     | Os Apaixonados       | 149,9 | [ 37 ] |
| 3.º     | Os Vampiros          | 149,9 | [ 37 ] |
| 4.º     | Os Curingas          | 149,8 | [ 37 ] |
| 5.º     | Kambalacho do ritmo  | 149,8 | [ 37 ] |
| Grupo B |                      |       |        |
| 1.º     | Vinagreira Show      | 149,9 | [ 38 ] |
| 2.º     | Os Versáteis         | 149,9 | [ 38 ] |
| 3.º     | Os Baratas           | 149,7 | [ 38 ] |
| 4.º     | Show Feras           | 149,6 | [ 38 ] |
| 5.º     | Dragões da Liberdade | 149,4 | [ 38 ] |

No total, 15 Blocos Tradicionais do Grupo A desfilaram na Passarela do Samba e 15 agremiações do Grupo B.